# 无爪蚁蛛
无爪蚁蛛（学名：Myrmarachne inermichelis），又名黑色蟻蛛，为跳蛛科蚁蛛属的动物。分布于俄罗斯、日本、台湾等地。该物种的模式产地在日本。